# Les Pobles (Montroig)
Les Pobles es una entidad de población española del municipio de Montroig, perteneciente a la provincia de Tarragona, en la comunidad autónoma de Cataluña. En 2022, la entidad singular de población tenía empadronados 2165 habitantes.